# Hermann Stünkel

Porträt Stünkels

Hermann Stünkel (geboren 31. Oktober 1870; gestorben nach 1927) war ein königlich preußischer Hof-Dekorationsmaler.

## Leben
Stünkel trat 1890 zunächst als jugendlicher Gehilfe in das Unternehmen des Königlichen Hof-Dekorationsmalers Ernst Wilke ein, in dem er nach einigen Jahren zum Werkführer aufstieg. 1903 wurde er Teilhaber des Geschäfts und – nachdem Ernst Wilke sich aus dem Unternehmen zurückzog – 1910 alleiniger Inhaber. Im selben Jahr erhielt er – nachdem er zahlreiche dekorative Malereien unter anderem im Leineschloss und im Georgspalais ausgeführt hatte – von Kaiser Wilhelm II. das Prädikat „Königl. Hof = Dekorationsmaler“ verliehen.
Im letzten Friedensjahr des Deutschen Kaiserreichs war „Liedervater Hermann Stünkel“, der Königliche Musikdirektor Gustav Wohlgemuth und der Chormeister Arnold Dedekind jeweils mit einem eigenen Porträt abgebildet auf einer Ansichtskarte mit dem Titel „Zur Erinnerung an die Konzertreise der Liedertafel Alauda Hannover nach Leipzig 13./14. Juni 1914“.
In den 1920er Jahren bekleidete Stünkel zahlreiche Ehrenämter.

## Bekannte Werke
Neben kleineren Arbeiten für private Auftraggeber schuf Hermann Stünkel bis um 1927 Malereien für folgende Gebäude in Hannover:
- Die nach Plänen des Architekten Emil Lorenz errichteten Häuserblock in der Ellernstraße[1]
- verschiedene Arbeiten beispielsweise im Vestibül, der Treppenhalle, im Restaurant und im 1. Rang vom Opern- und Schauspielhaus[1]

sowie größere Arbeiten
- in der Stadthalle[1]
- im Hindenburghaus in der Seelhorststraße[1]
- im Haus für Stadtdirektor Tramm[1]
- Villa für den Geheimrat Otto Rheinhold in der Seelhorststraße[1]
- in der Villa von Admiral Oldekop in der Hindenburgstraße[1]
- im Haus Lüerstraße 6[1]
- in der Villa für Dr. Günther Beindorff[1]
- sowie in den Villen-Neubauten
  - Seelhorststraße Nummer 6, 27 und 35[1]
  - Ludwig-Barnay-Straße 5, 6 und 10[1]
  - Lüerstraße 4[1]
  - Mars-la-Tour-Straße 2 und 26[1]
  - und Schackstraße 10;[1]
- zudem „eine größere Anzahl“ für Häufer im Villenviertel von Hannover-Kleefeld und andernorts.[1]

Dekorative Malereien an neu erbauten Geschäftshäusern in Hannover wurden ausgeführt, beispielsweise
- am Haus Siemens für Siemens-Schuckert[1]
- Darmstädter und Nationalbank[1]
- Direktion der Disconto-Gesellschaft[1]
- Westfalenbank[1]
- Commerz- und Privatbank[1]
- von Amts wegen in Auftrag gegebene umfangreiche Arbeiten in den Neubauten der Krüppel-Heil- und Pflegeanstalt Annastift in Hannover-Kleefeld[1]
- sowie reiche modern-farbige Malereien in der Halle und der Treppenhalle der Landschaftlichen Brandkasse in Hannover.[1]

Ab etwa Mitte der 1920er Jahre wurden zudem in amtlichem Auftrag umfangreiche moderne Arbeiten ausgeführt
- auf Gut Bredenbeck[1]
- und in Bergen bei Celle.[1]